# 196 до н. е.

## Події
- Єгипетські жерці написали подяку на Розетському камені, яку адресували Птолемею V Епіфану, черговому монарху з династії Птолемеїв.